# شجرة مطاط
شجرة المطاط أو الهِيفِيَة أو هيفيا (الاسم العلمي: Hevea) هي جنس نباتي يتبع الفصيلة الفربيونية من رتبة الملبيغيات.

## أنواع شجر المطاط
- شجرة مطاط برازيلية (الاسم العلمي: Hevea brasiliensis) وهي الشجرة التي تنتج المطاط الطبيعي.
- شجرة مطاط بنتامية (الاسم العلمي: Hevea benthamiana)
- شجرة مطاط سهلية (الاسم العلمي: Hevea camporum)
- شجرة مطاط غويانية (الاسم العلمي: Hevea guianensis)
- شجرة مطاط صغيرة الأوراق (الاسم العلمي: Hevea microphylla)
- شجرة مطاط لامعة (الاسم العلمي: Hevea nitida)
- شجرة مطاط قليلة الأزهار (الاسم العلمي: Hevea pauciflora)
- شجرة مطاط صلبة الأوراق (الاسم العلمي: Hevea rigidifolia)
- شجرة مطاط راتينجية (الاسم العلمي: Hevea spruceana)